# Autorisation temporaire d'utilisation
Pour les articles homonymes, voir ATU.
Une autorisation temporaire d'utilisation (ATU), refondue et scindée en autorisation d'accès précoce (AAP) et autorisation d'accès compassionnel (AAC) en juillet 2021, était une procédure française créée en 1986.
Les ATU permettaient à certaines catégories de malades d'avoir accès à des médicaments n'ayant pas encore été mis sur le marché. Le mécanisme était complété par des recommandations temporaires d'utilisation (RTU) pour les spécialités bénéficiant d'une autorisation de mise sur le marché (AMM) mais pas encore prise en charge par l'assurance maladie.
Elle était notamment destinée aux malades du cancer ou du SIDA en phase terminale, ou aux personnes atteintes de maladies rares, ainsi qu'aux spécialités innovantes, considérées comme répondant à un besoin thérapeutique non couvert.
Les médicaments étant soumis à ATU sont délivrés uniquement dans les pharmacies à usage intérieur des hôpitaux. Il est possible toutefois de rétrocéder ces traitements à des patients non hospitalisés, dans certaines conditions.

## Catégories
Il existait avant la réforme de 2021 quatre types d'autorisation temporaire d'utilisation :
- l'ATU nominative ou ATUn, délivrée pour un patient nommément désigné, délivrée par la cellule ATU de l'Agence nationale de sécurité du médicament et des produits de santé (ANSM) à la demande du médecin. Elle est accordée pour une durée limitée (1 jour à 1 an) éventuellement renouvelable. Jusqu'en 2019 la demande d'ATU nominative se faisait par l'intermédiaire du formulaire cerfa 10058*02 que le médecin transmettait à la pharmacie à usage intérieur de son établissement qui, après contrôle et validation de la demande, l'envoyait à l'ANSM qui donnait ensuite sa réponse : accord de l'ATU avec son numéro d'identification et la durée octroyée, demande de renseignements complémentaires avant nouvel examen de la demande, ou refus d'accorder l'ATU ; depuis mars 2019 la demande se fait par un système informatisé baptisé e-Saturne qui simplifie considérablement la démarche puisque l'accord de l'ANSM est obtenu automatiquement sous réserve que la demande respecte les conditions prévues par l'ANSM pour le médicament concerné [4]
- l'ATU de cohorte, délivré pour un groupe de patients, délivrée par l'ANSM au fabricant du médicament à sa demande. C'est en général, pour un médicament, l'étape qui succède à une ATU nominative et précède l'autorisation de mise sur le marché. La demande d'ATU de cohorte se fait par l'intermédiaire d'un formulaire spécifique à chaque médicament ou laboratoire que le médecin transmet à la pharmacie à usage intérieur de son établissement qui, après contrôle et validation de la demande, transmet celle-ci au laboratoire concerné qui l'évalue et décide ou non de l'accorder. L'accord est donné par la cellule ATU du laboratoire pharmaceutique pour un patient nommément désigné pour une durée illimitée et un numéro d'identification est assigné à l'ATU de cohorte octroyée pour le patient.
- Les post-ATU.
- Les ATU d'extension d'indications (ATUei).

## Financement
Les tarifs de vente par les laboratoires pharmaceutiques sont libres pendant cette période (certains les délivrent même gratuitement), ainsi que pendant la période transitoire qui suit ("post-ATU"). Néanmoins, une fois l'autorisation de mise sur le marché (AMM) obtenue et la négociation de prix avec le Comité Économique des Produits de Santé (CEPS) terminée, les laboratoires doivent obligatoirement reverser la totalité de la différence entre les sommes perçues au cours de cette période et ce qu'il en aurait été si le prix réglementé avait été appliqué. Lorsque le chiffre d'affaires engendré par ces ATU dépasse 30 millions d'euros, la part dépassant le prix de 10 000 euros par patient traité doit aussi être rétrocédé à l'assurance maladie depuis la loi de financement de la sécurité sociale de 2017
Par ailleurs, en application de l’article L. 162-16-5-1 du code de la sécurité sociale, le CEPS rend public le montant de l’indemnité maximale que les laboratoires décident de demander aux établissements de santé pour les produits en ATU ou en post-ATU.

## Controverse
Selon la revue Prescrire, les ATU sont un moyen de pression de lobby pharmaceutique pour négocier avec la pression des patients des prix élevés face au CEPS. Le volume de financement a considérablement augmenté depuis 2014, avec l'arrivée cette année-là de traitements innovants contre l'hépatite C (le Maviret), puis l'année suivante de traitements contre certains cancers, avec une enveloppe globale approchant le milliard d'euros.